# Seznam hejtmanů Olomouckého kraje
Hejtman Olomouckého kraje je osoba, zastávající funkci krajského hejtmana v Olomouckém kraji. Funkce byla vytvořena po prvních volbách do samosprávných krajů v roce 2000. Hejtmana volí 55členné Zastupitelstvo Olomouckého kraje. Kompetence hejtmana: krizové řízení, vnější vztahy, investice a evropské projekty, finance a cestovní ruch. Od roku 2024 zastává post hejtmana Ladislav Okleštěk z hnutí ANO.

## Přehled hejtmanů Olomouckého kraje
| Č. |  | Portrét           | Jméno              | Nástup do úřadu    | Opuštění úřadu     | Navrhující strana | Volby |
| -- |  | ----------------- | ------------------ | ------------------ | ------------------ | ----------------- | ----- |
| 1. |  |                   | Jan Březina        | 21. prosince 2000  | 2. prosince 2004   | KDU-ČSL           | 2000  |
| 2. |  |                   | Ivan Kosatík       | 2. prosince 2004   | 14. listopadu 2008 | ODS               | 2004  |
| 3. |  |                   | Martin Tesařík     | 14. listopadu 2008 | 19. listopadu 2012 | ČSSD              | 2008  |
| 4. |  | Jiří Rozbořil     | 19. listopadu 2012 | 8. listopadu 2016  | 2012               | ČSSD              |       |
| 5. |  |                   | Oto Košta          | 8. listopadu 2016  | 27. února 2017     | ANO               | 2016  |
| 6. |  | Ladislav Okleštěk | 27. února 2017     | 30. října 2020     |                    | ANO               |       |
| 7. |  |                   | Josef Suchánek     | 30. října 2020     | 21. října 2024     | STAN              | 2020  |
| 8. |  |                   | Ladislav Okleštěk  | 21. října 2024     | úřadující          | ANO               | 2024  |